# Charles Scribner I
Charles Scribner I (n. 21 februarie 1821, New York City, New York, SUA – d. 26 august 1871, Luzern, cantonul Lucerna, Elveția) a fost un editor american care, împreună cu Isaac D. Baker (1819–1850), a fondat o companie editorială care avea să devină în cele din urmă Charles Scribner's Sons.

## Tinerețea
Scribner s-a născut în 21 februarie 1821 la New York. Era fiul lui Uriah Rogers Scribner (1778–1853) și al lui Betsey (născută Hawley) Scribner (1787–1871). Printre frații săi s-au numărat rev. William Scribner și farmacistul Walter Scribner.
A urmat cursurile Școlii din Lawrenceville din 1834 până în 1837. După un an de studii la New York University, a fost admis la Universitatea Princeton și a absolvit în promoția 1840. A început studii de drept, dar, din cauza stării de sănătate precare, a fost nevoit să facă o călătorie în Europa.

## Carieră
În 1846, după ce s-a întors din Europa, Scribner a devenit partenerul mai tânăr al lui Baker la o nouă companie editorială care a purtat inițial numele Baker and Scribner. Spre deosebire de editurile tradiționale, care erau în general anexe ale companiilor tipografice sau ale companiilor distribuitoare de cărți, compania lor funcționa doar ca editură. Acest mod de organizare și funcționare a avut o influență asupra caracterului publicațiilor sale, care s-au limitat în principal la lucrările autorilor contemporani. Ea a publicat și cărți de filosofie presbiteriană.
După moartea lui Baker în 1850, Scribner a dobândit controlul companiei, pe care a redenumit-o Charles Scribner, iar apoi Charles Scribner and Company. Împreună cu Charles Welford, care a murit în mai 1885, a format în 1857 compania Scribner and Welford pentru importul de cărți străine.
În 1865 Charles Scribner and Co. s-a extins în domeniul editorial prin publicarea revistei lunare Hours at Home. În 1870 această revistă a fuzionat cu Scribner's Monthly sub conducerea lui Josiah G. Holland⁠(d) și a început să fie publicată de o companie separată, Scribner and Co., cu dr. Holland și Roswell Smith în calitate de coproprietari.
După moartea lui Scribner în august 1871, editura Charles Scribner and Co. a fost reorganizată ca Scribner, Armstrong, and Co. Partenerii noii firme au fost fiul cel mare al lui Scribner, John Blair Scribner, Andrew C. Armstrong și Edward Seymour. Sediul editurii a fost mutat în 1877 la 743 Broadway. În urma morții lui Seymour în aprilie 1877 și a retragerii din afacere a lui Armstrong în 1878, numele firmei a fost schimbat în Charles Scribner's Sons, nume sub care a fost condusă afacerea, după moartea lui John Blair Scribner în 1879, de Charles Scribner și Arthur H. Scribner, frații mai mici ai lui John Blair.

## Viața personală
Scribner s-a căsătorit în 1846 cu Emma Elizabeth Blair (1827–1869), fiica magnatului John Insley Blair⁠(d) și a lui Nancy Ann (n. Locke) Blair. Fratele ei, DeWitt Clinton Blair⁠(d), a continuat afacerea tatălui lor, iar fiul său, C. Ledyard Blair⁠(d), a fost un bancher de investiții important. Împreună, ei au fost părinții următorilor:
- John Blair Scribner (1850–1879), care s-a căsătorit în 1875 cu Lucy Ann Hawley Skidmore⁠(d) (1853–1931).[9] After his death, she founded Skidmore College⁠(d).[10][11]
- Emma Locke Scribner (1852–1922), care s-a căsătorit cu Walter Cranston Larned (1850–1914), editor artistic al Chicago Daily News⁠(d).[12][13]
- Charles Scribner II (1854–1930), care s-a căsătorit cu Louise Flagg (1862–1948), fiica preotului și pictorului Jared Bradley Flagg⁠(d) și sora arhitectului Ernest Flagg⁠(d).[14]
- Arthur Hawley Scribner (1859–1932), care s-a căsătorit cu Helen Annan (1868–1928).[15]

A murit de febră tifoidă la 26 august 1871 în timp ce călătorea la Lucerna (Elveția). A fost înmormântat pe parcela familiei din cimitirul Woodlawn din Bronx, New York City.